# Sławek Gruca
Sławek Gruca (ur. 1971 w Lublińcu) – polski grafik.

## Życie i twórczość
Studiował na wydziale grafiki w Wyższej Szkole Pedagogicznej w Częstochowie. W 1997 roku uzyskał tam dyplom z wyróżnieniem. Po studiach wyjechał do Holandii, gdzie pracował jako grafik komputerowy. Po kilku latach wrócił do Polski, gdzie kontynuował eksperymenty z formą, łącząc tradycyjne media, takie jak tusz i pastele olejne z manipulacjami komputerowymi. W 2004 roku w Warszawie odbyła się pierwsza wystawa artysty pod tytułem "Moje paranoje", na której wystawiono prace z okresu 1995–2004. Od tamtego wydarzenia wystawiał także w warszawskim Muzeum Karykatury, Chimerze, czy Pozytywce. Zajmował się też ilustracjami i projektowaniem plakatów.
W jego pracach najczęściej powtarzającym tematem jest człowiek. Postacie często są przedstawiane w sposób uproszczony, groteskowy. Są nienaturalnie wyszczuplone i wychudzone. Obiekty, z jakimi są one zestawiane nadają grafikom Grucy posmak surrealistycznej atmosfery. Artysta z powodzeniem oddaje zmienność nastrojów w poszczególnych sytuacjach, które przenosi na papier.

## Wybrane prace
- Kochankowie II, 2004
- Poker, 2005
- Plotkarki, 2005
- Zachód słońca, 2006